# 1. FC Hersbruck
Der 1. FC Hersbruck ist ein Fußballverein aus der mittelfränkischen Stadt Hersbruck. Neben Fußball werden auch die Sportarten Kegeln, Tennis und Mountainbike angeboten. Die ehemalige Handballabteilung wurde 2010 als HC Hersbruck eigenständig.

## Geschichte

### Gründung und Anfangsjahre
Der Verein wurde am 26. April 1906 gegründet, jedoch spielte man erst ab 1923 auf einem eigenen Sportplatz. Das Eröffnungsspiel gegen den Fußballverein Amberg, den heutigen FC Amberg, brachte den Hersbruckern einen 3:2-Erfolg.
In den 1920er Jahren erfolgte nach der Meisterschaft der B-Klasse der Aufstieg in die A-Klasse. Im Jahr 1925 erfocht der Verein gegen Eibach 07 die Meisterschaft der Abteilung 11 im Gau Nürnberg. Im ersten Spiel gegen den FC Stein um die Gaumeisterschaft der A-Klasse errang der auch nur kurz FC genannte 1. FC Hersbruck einen Sieg, im entscheidenden Stichkampf im Rückspiel verlor er jedoch.

### Nachkriegsjahre
Unter den alliierten Militärgesetzen hörte zunächst jede Vereinstätigkeit auf. Doch bereits im Herbst 1945 kamen einige unentwegte Vereinsmitglieder im Gasthof „Gärtlein“ zusammen, um über die notwendigen Maßnahmen für das Wiederaufleben des Fußballsports in Hersbruck zu beraten. Das Ergebnis dieser Zusammenkunft war, dass bei der Militärregierung der Antrag auf Wiederzulassung des 1. FC Hersbruck gestellt wurde. Die Lizenz wurde Anfang 1946 erteilt. Bald kam es wieder zu einem geregelten Spielbetrieb.
Der Bayerische Landessportverband hatte sich ebenfalls konstituiert, seine Fachverbände setzten sich tatkräftig für die Wiederbelebung des sportlichen Gedankens im ganzen Land ein. Die neue Organisation brachte auch im Bereich Fußball eine neue Klasseneinteilung. Dem FC wurde aufgrund der früheren Spielstärke die Bezirksklasse 11 zugeteilt. Die Gegner waren andere Vereine des Pegnitztales, wie Auerbach, Reichenschwand, Schnaittach, Pommelsbrunn, Happurg und Vorra.
Schon im darauf folgenden Jahr 1947 erfolgte die Spielberechtigung für die nächsthöhere Klasse, da der 1. FC Hersbruck wieder eine schlagkräftige Mannschaft zur Verfügung hatte. Auch hier mischte der FC oben mit und sicherte sich die Zugehörigkeit zur A-Klasse. Nachdem in den Spieljahren 1949/50 und 1950/51 der Aufstieg schon so gut wie sicher schien, die Mannschaft aber jedes Mal noch unmittelbar vor dem Ziel abgefangen wurde, ist ihr im dritten Anlauf, im Spieljahr 1951/52, der Aufstieg gelungen. Die großartige Kameradschaft und nicht zuletzt die Arbeit des im Frühjahr 1951 verpflichteten Trainers Scherm haben diesen Erfolg ermöglicht.

### Aufstieg in die Bayernliga und hundertjähriges Vereinsjubiläum
Im Spieljahr 1958/59 wurde die Meisterschaft in der 2. Amateurliga erfochten und damit der Aufstieg in die Bayernliga. Dort konnte der 1. FC Hersbruck 1959/60 unter anderem Heimsiege gegen die Würzburger Kickers, den 1. FC Bayreuth und den VfB Coburg feiern. Der spätere Meister, der 1. FC Lichtenfels, wurde sogar auswärts mit 3:1 besiegt. Am Saisonende verfehlte der FC dennoch ganz knapp den Klassenerhalt. Nur das schlechtere Torverhältnis gab dazu den Ausschlag. Selbst zu einem einstelligen Tabellenplatz fehlten lediglich drei Punkte. Ein Jahr später gelang den Hersbruckern dank Kampfgeist und Zusammenhalt allerdings der direkte Wiederaufstieg in die Bayernliga. In der Saison 1961/62 konnten zwar beispielsweise erneut die Würzburger Kickers geschlagen werden, und mit der SpVgg Büchenbach sogar der spätere Meister, doch es folgte erneut der Abstieg. Im Jahr 1961 wurde auch die neue Sportanlage an der Happurger Straße eingeweiht. Im Eröffnungsspiel trat der auch kleiner Club genannte 1. FC Hersbruck gegen die Meistermannschaft des 1. FC Nürnberg an. Entsprechend wurde das Spiel zu einer deutlichen Angelegenheit und der große Club siegte gegen den kleinen mit 13:1. Dennoch waren sie stolz beim FC und in der Hersbrucker Zeitung konnte man am nächsten Tag folgendes lesen:
„Ein gelber Lederball, zwei repräsentierende Bürgermeister, drei sachlich schwarz gekleidete Schieds- und Linienrichter, vier Blumensträuße, fünf pralle Geldsäckchen, sechs abgekämpfte Kassiere, sieben Polizisten, zweimal elf Spieler, vierzehn Tore, ein halbes Hundert Autogrammjäger, an die 1000 Kraftfahrzeuge, über 5000 Zuschauer, Fahnen… und über allem eine strahlende Sonne – das ist die Telegramm-Bilanz des ‚Ereignisses des Jahres‘, wie Clubvorsitzender Ludwig Reiß das ‚große Spiel‘ am Dienstagabend nannte.“
In der Saison 1965/66 stieg der Verein schließlich in die Bezirksliga ab, 1969 erfolgte ein neuerlicher Abstieg in die A-Klasse. In der Spielzeit 1988/89 konnte die Meisterschaft in der Bezirksliga gefeiert werden. Dort spielte der kleine Club auch wieder, als im Jahr 2006 das 100-jährige Vereinsjubiläum gefeiert wurde.

### Seit 2006
Von Beginn der Saison 2007/2008 spielte der FC in der Bezirksoberliga Mittelfranken. Dort verweilte man 5 Saisons in Folge. Der Ex-Profifußballer Reinhold Daschner trat 2007 in Hersbruck seine erste Trainerstelle als Spielertrainer an und verpasste mit der Mannschaft in der Folgesaison nur knapp den Aufstieg in die Landesliga. Harald Gerstner löste Daschner im Oktober 2009 als Trainer ab. Später übernahm der Ex-Cluberer und Zweitligaspieler Tobias Maus das Traineramt. Kurz vor der Winterpause 2012 entließ der kleine Club Maus und verpflichtete Marcus Thiem als neuen Trainer. Thiem trat dann im September von seinen Aufgaben zurück und zunächst übernahm der bisherige Co-Trainer Robert Bohner das Traineramt. In der Saison 2017/18 führte Trainer Stefan Erhardt den FC auf Platz 2 in der Bezirksliga und damit auf den Relegationsplatz. In der Relegation um den Aufstieg in die Landesliga scheiterten die Hersbrucker jedoch letztlich.

## Sportanlage
Seit 1923 besitzt der 1. FC Hersbruck eine eigene Sportanlage. Doch da der kleine Club in den 1950er Jahren enorm an Mitgliedern zunahm und sich auch größere sportliche Erfolge einstellten, reichte der alte Sportplatz an der Happurger Straße nicht mehr aus. Der bislang gepachtete Platz in der „Schnödi“ wurde 1957 käuflich erworben und instand gesetzt. Um den Anforderungen zu entsprechen, war das Gelände aber immer noch nicht groß genug. 1958 wurde ein angrenzendes Grundstück erworben. Der alte Sportplatz an der Happurger Straße wurde verkauft. Nach gründlicher Planung wurde der Ausbau des neuen Geländes, ebenfalls im Bereich der Happurger Straße zwischen der Altstadt und dem Stadtviertel Ostbahn gelegen, in Angriff genommen und auch ein ansprechendes Umkleidehaus erstellt. Insgesamt 3566 Stunden leisteten die Mitglieder freiwillige Arbeit. Die Erneuerung des B-Platzes wurde vor 1961 durchgeführt und der A-Platz bereits 1962 bespielbar. Die Sportanlage an der Happurger Straße fasst heute 3000 Zuschauer. Nachdem sie jahrzehntelang Alexander-von-Heyking-Sportanlage genannt wurde, heißt sie derzeit im Rahmen des Verkaufs der Namensrechte Geru-Plast-Sportpark.

## Bekannte ehemalige Spieler
- Martin Driller
- Helmut Hilpert
- Thomas Ziemer

## Bekannte ehemalige Trainer
- Reinhold Daschner
- Harald Spörl

## Erfolge
- Aufstieg in die drittklassige Fußball-Bayernliga: 1959, 1961
- Meister der viertklassigen 2. Amateurliga Bayern (Staffel Mfr. Nord): 1959, 1961

## Sonstiges
Am 19. Januar 1985 trat der 1. FC Nürnberg zu einem Freundschaftsspiel beim damaligen Bezirksligisten in der Sportanlage an der Happurger Straße an. Dem kleinen Club gelang es dabei, den amtierenden Rekordmeister, der mit Spielern wie Dieter Eckstein und Hans Dorfner antrat, sensationell mit 1:0 zu besiegen.
Der 1. FC Hersbruck ist seit 1987 Veranstalter des legendären Hersbrucker Eselrennen. Dabei versuchen Eselführer vor mehreren tausend Zuschauern auf der Sportanlage des FC ihren Esel als ersten über die Ziellinie zu bringen.
Die Sportanlage wurde vom Magazin 11 Freunde im Jahr 2020 bei der „Reise zu den schönsten Orten des Fußballs“ in die Liste der 150 Orte aufgenommen, „die jeder Fan gesehen haben muss“.